# Clarkia biloba
Clarkia biloba är en dunörtsväxtart som först beskrevs av Michel Charles Durieu de Maisonneuve, och fick sitt nu gällande namn av A. Nels. och James Francis Macbride. Clarkia biloba ingår i släktet clarkior, och familjen dunörtsväxter.

## Underarter
Arten delas in i följande underarter:
- C. b. australis
- C. b. biloba
- C. b. brandegeae

## Bildgalleri

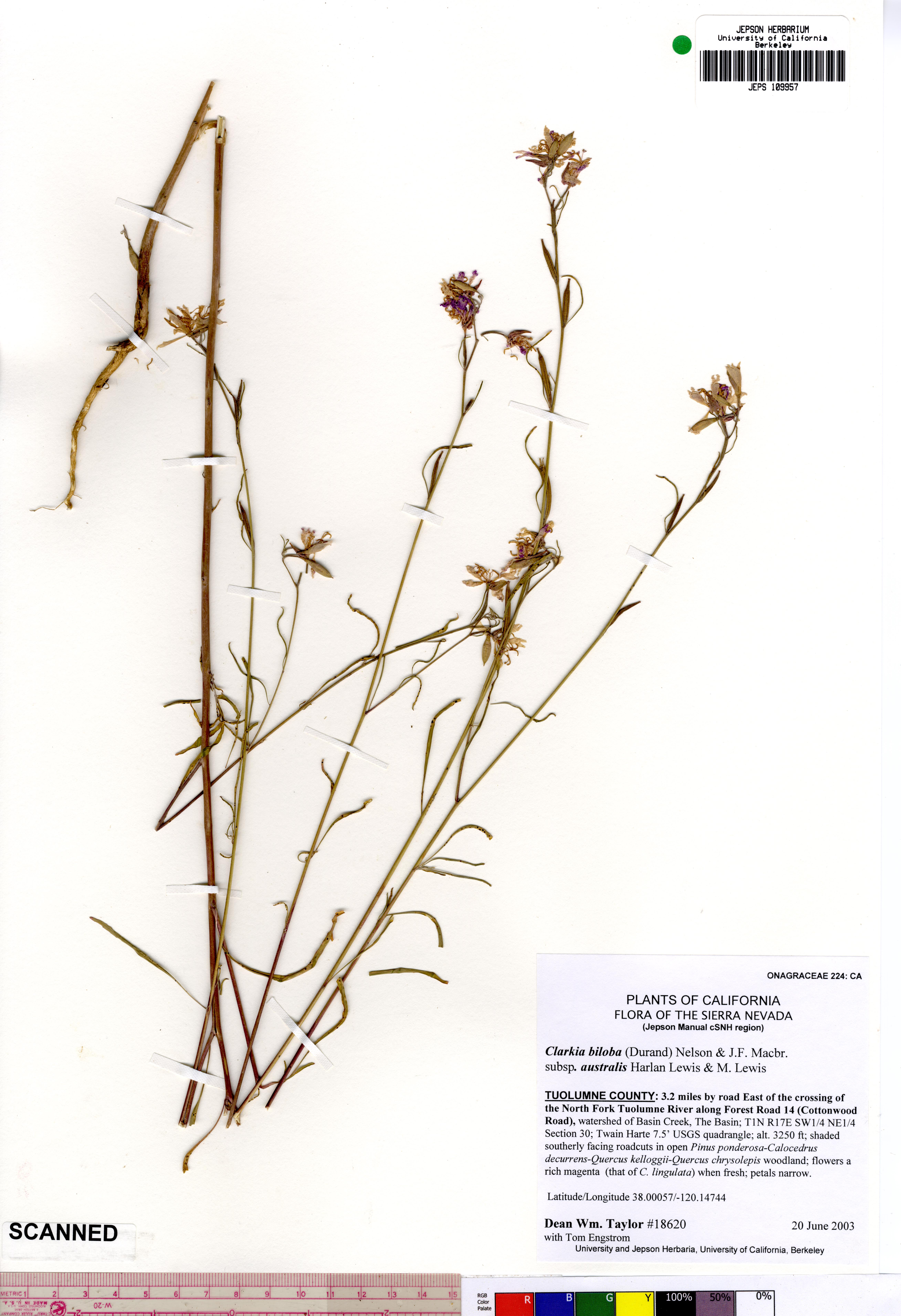
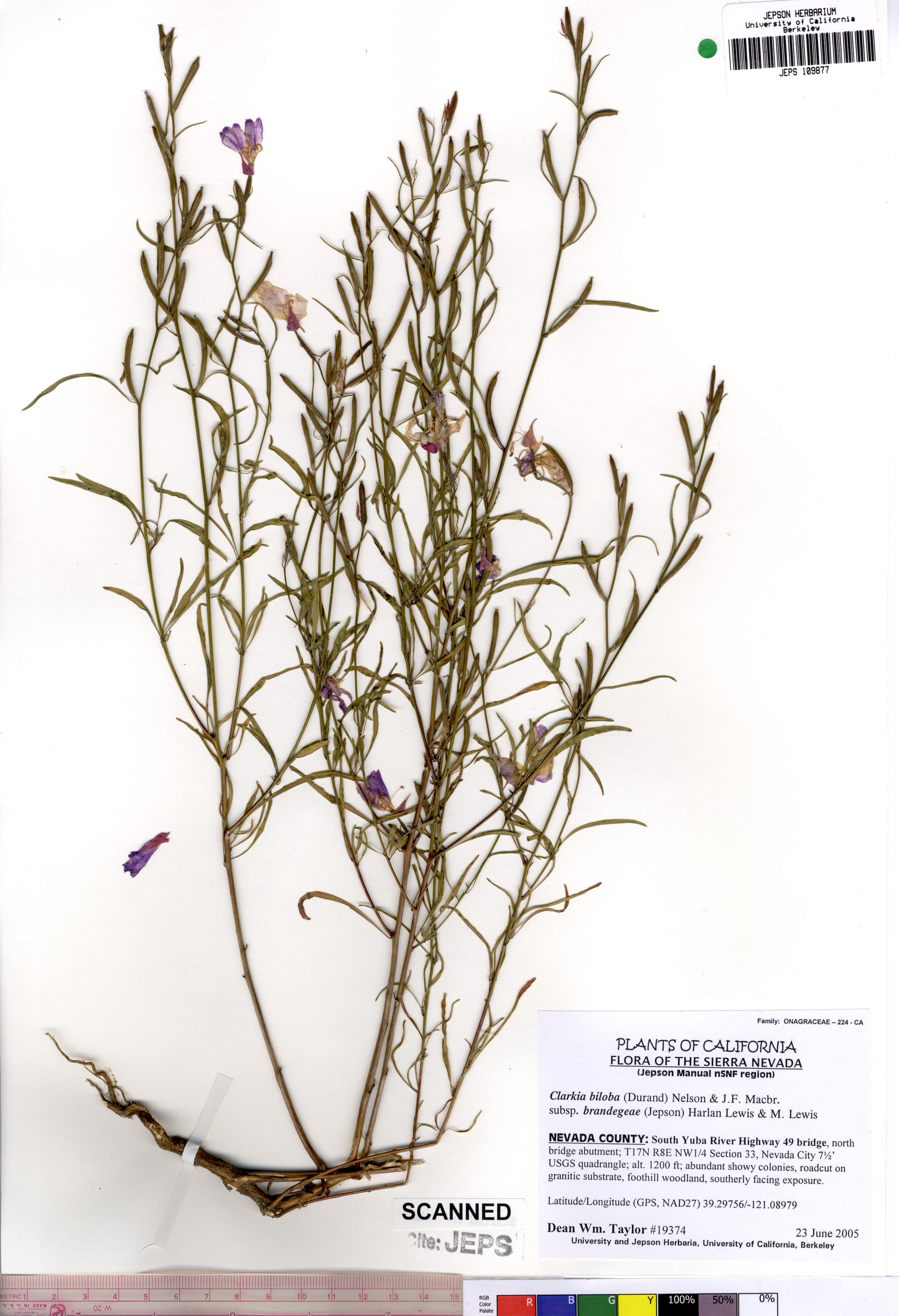